# Carl Schutte
Carl Otto Schutte (5 de outubro de 1887 — 24 de junho de 1962) foi um ciclista olímpico estadunidense. Representou sua nação nos Jogos Olímpicos de Verão de 1912, em Estocolmo, onde conquistou duas medalhas de bronze.